# Lucien
Lucien – jednostka osadnicza w Stanach Zjednoczonych, w stanie Oklahoma, w hrabstwie Noble.